# Tournefortia virgata
Tournefortia virgata är en strävbladig växtart som beskrevs av Hipólito Ruiz López och Pav. Tournefortia virgata ingår i släktet Tournefortia och familjen strävbladiga växter. Inga underarter finns listade i Catalogue of Life.